# Сахарские галофиты
Сахарские галофиты — экологический регион, ограниченный маленькими пустынными и полупустынными участками, разбросанными по пустыне Сахара. Наиболее обширными районами экорегиона являются озёра Мельгир, Эль-Джерид, Эль-Ходна, впадина Каттара и оазис Сива. Статус сохранности экорегиона оценивается как стабильный, его специальный код — PA0905.

## Ландшафт
Почвы в экорегионе в основном солончаковые, с высоким содержанием солей. Большинство водно-болотных угодий представляют собой сильно сезонные пляжи с зыбучими песками. Исключениями являются бассейн озера Эль-Джерид, оазис Сива и впадина Каттара. Несколько тысяч лет назад экорегион состоял из более крупных озёр, за это время они высохли из-за изменения климата в более засушливую сторону. Это осушение определило ландшафт пляжей и высокую солёность воды.

## Климат
В настоящее время экорегион находится в «гиперзасушливой» фазе с высокими летними температурами, низкими зимними температурами и количеством осадков от 10 до 100 мм в год. В некоторые годы дождей не бывает вовсе. Летом температура может достигать 50 °C, а зимой опускаться ниже 0 °C.

## Флора и фауна

### Флора
На распределение растительности сильно влияют градиенты солёности.
Центральная часть бассейна озера Эль-Джерид покрыта насаждениями Halocnemum strobilaceum, за которыми следуют пояса из видов Salsola tetrandra, Salsola vermiculata, Suaeda fruticosa, Traganum nudatum и лебеда соляная. Наличие этих видов в бассейне озера означает то, что почвы здесь не слишком засоленные и могут быть обработаны.

### Фауна
Фауна рептилий, амфибий и млекопитающих этих местообитаний включает в себя большое количество видов, которые сочетают в себе черты Палеарктического и Афротропического царств. Среди млекопитающих наиболее распространёнными являются песчанки: Gerbillus campestris, африканская песчанка, белуджистанская песчанка, бледная песчанка, дневная песчанка, жирнохвостая песчанка и песчанка Сундевалла. Другими мелкими млекопитающими являются восточный тушканчик, гунди, египетский тушканчик, массутьера, пустынный гунди. Могут встречаться пустынные антилопы: газель-дама, краснолобая газель, песчаная газель. Ранее мог встречаться аддакс, но, скорее всего, он был истреблён в экорегионе. Среди хищников встречается фенек.
Разнообразие рептилий в экорегионе и вокруг него относительно велико.
В экорегионе обитает ряд адаптированных к пустыне птиц, таких как пустынная каменка, рыжепоясничная каменка и толстоклювый жаворонок. На заболоченных участках, особенно при затоплении, встречается ещё большее разнообразие птиц, к примеру, в оазисе Сива встречается малый фламинго.

## Состояние экорегиона
Очень мало известно о природоохранном статусе большинства территорий этого экорегиона. Исключением будет оазис Сива, который относительно хорошо изучен и посещаем по краю озёр. Считается, что более сухие и менее часто затапливаемые солончаки экорегиона в значительной степени нетронуты человеком.
В целом экорегион не находится под большой угрозой, так как в большинстве районов его население мало, непостоянно или вообще отсутствует (единственной постоянно населённой частью экорегиона является оазис Сива), а большая часть территорий слишком засолена, из-за чего она непригодна для сельского хозяйства. Основные угрозы — охота на крупных млекопитающих и чрезмерный выпас скота в засушливый период.

## Провинции, полностью или частично расположенные в экорегионе
- Алжир: Адрар, Бискра, Ин-Салах, Тебесса, Тимимун, Тиндуф, Туггурт, Эль-М'Гайр, Эль-Уэд;
- Египет: Матрух;
- Ливия: Эль-Вахат, Эн-Нугат-эль-Хумс;
- Мавритания: Адрар, Иншири, Нуакшот, Тирис-Земмур, Трарза;
- Марокко (территория контролируется САДР): Вади-эд-Дахаб-эль-Кувира;
- Тунис: Габес, Гафса, Кайруан, Кебили, Махдия, Меденин, Монастир, Сус, Таузар.